# Pfsync
Pfsync é um protocolo de computador usado para sincronizar estados de firewall entre máquinas que executam o Packet Filter (PF) para alta disponibilidade. Ele é usado juntamente com ARP para garantir que um firewall de backup tenha as mesmas informações que o firewall principal. Quando a máquina principal no conjunto de firewall morre, a máquina de backup é capaz de aceitar conexões atuais sem perda.